# Csomor Erika
Csomor Erika (Cegléd, 1973. november 8. –) magyar triatlonista, duatlonista, hosszútávfutó.

## Eredményei
Duatlonban Európa-bajnok 2002-ben és világbajnok (2001, 2004, 2005), világbajnoki harmadik (2011). Triatlonban világbajnoki második (2007). Többszörös Ironman-győztes (2004, 2008, 2012 és 2013). Többszörös magyar bajnok atlétikában  (1500 m, 3000 m, félmaraton), duatlonban és triatlonban (2015, 2016).